# 하치노헤선
하치노헤선(일본어: 八戸線)은 일본 아오모리현 하치노헤시의 하치노헤역부터 이와테현 구지시의 구지역을 잇는 동일본 여객철도의 철도 노선(지방 교통선)이다.

## 노선 정보
- 관할 (사업 종별) · 구간 (영업 거리) :
  - 동일본 여객철도 (제1종 철도사업자)
    - 하치노헤 역 - 구지 역 : 64.9km

  - 일본화물철도 (제2종 철도사업자)
    - 하치노헤 역 - 혼하치노헤 역 : 5.5km
- 궤간 : 1067mm
- 역 수 : 25역 (기종점역 포함)
  - 기종점역을 포함했던 전체의 역이 하치노헤 선 소속 역으로 되어있다. 게다가, 기점의 하치노헤 역은 2010년 12월 3일까지는 도호쿠 본선 소속 역이었지만, 당일부터 이 노선이 아오이모리 철도로 이관되었기 때문에, JR의 역으로서는 하치노헤 선 소속으로 변경되었다.
- 복선화 구간 : 없음 (전 구간 단선)
- 전철화 구간 : 없음 (전 구간 비 전철화)
- 폐색 방식 :
  - 하치노헤 역 - 하치노헤 화물 간 : 단선 자동 폐색식
  - 하치노헤 화물 - 혼하치노헤 간 : 특수 자동 폐색식
  - 혼하치노헤 - 구지 간 : 특수 자동 폐색식 (궤도 회로 검지식)
- 최고 속도 : 85km/h
- 운전 지령소 : 모리오카 종합 지령실 (CTC)

## 역 목록
| 애칭                                      | 역명          | 일어 역명 | 역간 거리 | 영업 거리                 | 접속 노선                                                                   | 소재지     | 소재지     | 소재지     |
| ----------------------------------------- | ------------- | --------- | --------- | ------------------------- | --------------------------------------------------------------------------- | ---------- | ---------- | ---------- |
| 우 미 네 코 레 일 하 치 노 헤 시 나 이 선 | 하치노헤      | 八戸      | -         | 0.0                       | 동일본 여객철도 도호쿠 신칸센 아오이모리 철도 아오이모리 철도선 (직통 있음) | 아오모리현 | 하치노헤시 | 하치노헤시 |
| 우 미 네 코 레 일 하 치 노 헤 시 나 이 선 | 하치노헤 화물 | 八戸貨物  | -         | 1.7                       |                                                                             | 아오모리현 | 하치노헤시 | 하치노헤시 |
| 우 미 네 코 레 일 하 치 노 헤 시 나 이 선 | 나가나와시로  | 長苗代    | 3.4       | 3.4                       |                                                                             | 아오모리현 | 하치노헤시 | 하치노헤시 |
| 우 미 네 코 레 일 하 치 노 헤 시 나 이 선 | 혼하치노헤    | 本八戸    | 2.1       | 5.5                       |                                                                             | 아오모리현 | 하치노헤시 | 하치노헤시 |
| 우 미 네 코 레 일 하 치 노 헤 시 나 이 선 | 고나카노      | 小中野    | 1.8       | 7.3                       |                                                                             | 아오모리현 | 하치노헤시 | 하치노헤시 |
| 우 미 네 코 레 일 하 치 노 헤 시 나 이 선 | 무쓰미나토    | 陸奥湊    | 1.7       | 9.0                       |                                                                             | 아오모리현 | 하치노헤시 | 하치노헤시 |
| 우 미 네 코 레 일 하 치 노 헤 시 나 이 선 | 시로가네      | 白銀      | 1.3       | 10.3                      |                                                                             | 아오모리현 | 하치노헤시 | 하치노헤시 |
| 우 미 네 코 레 일 하 치 노 헤 시 나 이 선 | 사메          | 鮫        | 1.5       | 11.8                      |                                                                             | 아오모리현 | 하치노헤시 | 하치노헤시 |
|                                           | 무쓰시라하마  | 陸奥白浜  | 5.7       | 17.5                      |                                                                             | 아오모리현 | 하치노헤시 | 하치노헤시 |
| 다네사시카이간                            | 種差海岸      | 2.1       | 19.6      |                           |                                                                             | 아오모리현 | 하치노헤시 | 하치노헤시 |
| 오쿠키                                    | 大久喜        | 2.2       | 21.8      |                           |                                                                             | 아오모리현 | 하치노헤시 | 하치노헤시 |
| 가네하마                                  | 金浜          | 3.0       | 24.8      |                           |                                                                             | 아오모리현 | 하치노헤시 | 하치노헤시 |
| 오자                                      | 大蛇          | 1.0       | 25.8      |                           | 산노헤군                                                                    | 아오모리현 | 하시카미정 |            |
| 하시카미                                  | 階上          | 1.7       | 27.5      |                           | 산노헤군                                                                    | 아오모리현 | 하시카미정 |            |
| 가도노하마                                | 角の浜        | 2.0       | 29.5      |                           | 이와테현                                                                    | 구노헤군   | 히로노 정  |            |
| 히라나이                                  | 平内          | 2.6       | 32.1      |                           | 이와테현                                                                    | 구노헤군   | 히로노 정  |            |
| 다네이치                                  | 種市          | 2.1       | 34.2      |                           | 이와테현                                                                    | 구노헤군   | 히로노 정  |            |
| 다마가와                                  | 玉川          | 3.9       | 38.1      |                           | 이와테현                                                                    | 구노헤군   | 히로노 정  |            |
| 슈쿠노헤                                  | 宿戸          | 1.9       | 40.0      |                           | 이와테현                                                                    | 구노헤군   | 히로노 정  |            |
| 리쿠추야기                                | 陸中八木      | 3.1       | 43.1      |                           | 이와테현                                                                    | 구노헤군   | 히로노 정  |            |
| 우게                                      | 有家          | 2.7       | 45.8      |                           | 이와테현                                                                    | 구노헤군   | 히로노 정  |            |
| 리쿠추나카노                              | 陸中中野      | 2.6       | 48.4      |                           | 이와테현                                                                    | 구노헤군   | 히로노 정  |            |
| 사무라이하마                              | 侍浜          | 6.0       | 54.4      |                           | 이와테현                                                                    | 구지시     | 구지시     |            |
| 리쿠추나쓰이                              | 陸中夏井      | 7.3       | 61.7      |                           | 이와테현                                                                    | 구지시     | 구지시     |            |
| 구지                                      | 久慈          | 3.2       | 64.9      | 산리쿠 철도 기타리아스 선 | 이와테현                                                                    | 구지시     | 구지시     |            |